# Sainte-Ruffine
Sainte-Ruffine település Franciaországban, Moselle megyében. Lakosainak száma 605 fő (2022. január 1.). Sainte-Ruffine Châtel-Saint-Germain, Jussy, Moulins-lès-Metz és Rozérieulles községekkel határos.

## Népesség
A település népessége az elmúlt években az alábbi módon változott:
| Lakosok száma | 390  | 408  | 466  | 520  | 539  | 543  | 563  | 584  | 570  | 605  |
|               | 1968 | 1982 | 1990 | 2006 | 2013 | 2015 | 2017 | 2019 | 2020 | 2022 |